# 油田镇
油田镇，是中华人民共和国江西省吉安市吉安县下辖的一个乡镇级行政单位。

## 行政区划
油田镇下辖以下地区：
油田村、大庙前村、大园村、盐田村、屯山村、河源村、楼下村、龙洲村、板陂村、路西村、七里村、桥边村、青观村、隍北村、花桥村、芳头村、江前村、丁田村、福塘村、松江村、大江下村、安下村和院山村。